# Władimir Sobolew (polityk)
Władimir Michajłowicz Sobolew (ros. Владимир Михайлович Соболев, ur. 1 października 1924 w Kaińsku (obecnie Kujbyszew), zm. 23 czerwca 2010 w Moskwie) – radziecki działacz partyjny i dyplomata.

## Życiorys
Członek WKP(b), od sierpnia 1942 do listopada 1945 żołnierz Armii Czerwonej, uczestnik wojny z Niemcami, trzykrotnie ranny, od 1945 I sekretarz Komitetu Miejskiego WKP(b) w Barabińsku. W 1950 ukończył Centralną Szkołę Komsomolską przy KC Komsomołu, od 1950 I sekretarz Komitetu Obwodowego WKP(b) w Nowosybirsku, 1958 ukończył Wyższą Szkołę Partyjną przy KC KPZR, 1958-1960 I sekretarz Komitetu Miejskiego KPZR w Iskitimie. 1960-1962 sekretarz Komitetu Obwodowego KPZR w Nowosybirsku, 1962-1964 słuchacz Wyższej Szkoły Dyplomatycznej Ministerstwa Spraw Zagranicznych ZSRR, 1964-1965 pracownik centralnego aparatu MSZ ZSRR, 1965-1968 radca Ambasady ZSRR w Algierii. 1968-1969 radca-pełnomocnik Ambasady ZSRR w Algierii, 1969-1971 zastępca kierownika Wydziału I Afrykańskiego MSZ ZSRR, od 8 lipca 1971 do 30 kwietnia 1975 ambasador nadzwyczajny i pełnomocny ZSRR w Belgii, 1975-1979 kierownik Wydziału Państw Skandynawskich MSZ ZSRR, od 11 czerwca 1979 do 17 czerwca 1988 ambasador nadzwyczajny i pełnomocny ZSRR w Finlandii.

## Odznaczenia
- Order Czerwonego Sztandaru
- Order Wojny Ojczyźnianej I klasy
- Order Czerwonego Sztandaru Pracy (dwukrotnie)
- Order Przyjaźni Narodów
- Order „Znak Honoru” (trzykrotnie)
- Order Lwa Finlandii (Finlandia)